# Pierre Mulele
Pierre Mulele(11. kolovoza 1929. – 3. ili 9. listopada 1968.), poznati kongoanski revolucionar i nakratko ministar obrazovanja u kabinetu Patricea Lumumbe.
Vodio je maoističke pobunjenike u pobuni Simba 1964. godine. Nakon poraza pobunjenika, pobjegao je u izbjeglištvo u Republiku Kongo. Mobutu Sese Seko ga je namamio natrag u Zair, obećavši mu pomilovanje. Mulele je pogriješio i vratio se. Javno je mučen. Oči su mu iskopane, genitalije iščupane, a udovi amputirani jedan po jedan, sve dok je bio živ. Ostatak njegova leša bačen je u rijeku Kongo.